# Margarita Drobiazko
Margarita Aleksandrovna Drobiazko (em russo:  Маргарита Александровна Дробязко; Moscou, RSFS da Rússia, 21 de dezembro de 1971) é uma ex-patinadora artística lituana, que competiu na dança no gelo. Com Povilas Vanagas ela conquistou uma medalha de bronze em campeonatos mundiais, duas medalhas de bronze em campeonatos europeus e foi treze vezes campeã do campeonato nacional lituano.

## Principais resultados

### Com Povilas Vanagas
| Resultados | Resultados      | Resultados       | Resultados        | Resultados       | Resultados      | Resultados      | Resultados      | Resultados        | Resultados        | Resultados        | Resultados        | Resultados    | Resultados        | Resultados      | Resultados    |  |
| Internacional | Internacional   | Internacional    | Internacional     | Internacional    | Internacional   | Internacional   | Internacional   | Internacional     | Internacional     | Internacional     | Internacional     | Internacional | Internacional     | Internacional   | Internacional |  |
| Evento/Temporada | 1991– 1992      | 1992– 1993       | 1993– 1994        | 1994– 1995       | 1995– 1996      | 1996– 1997      | 1997– 1998      | 1998– 1999        | 1999– 2000        | 2000– 2001        | 2001– 2002        |               | 2004– 2005        | 2005– 2006      |               |  |
| --- | --------------- | ---------------- | ----------------- | ---------------- | --------------- | --------------- | --------------- | ----------------- | ----------------- | ----------------- | ----------------- | ------------- | ----------------- | --------------- | ------------- |  |
| Jogos Olímpicos | 16.ª            |                  | 12.ª              |                  |                 |                 | 8.ª             |                   |                   |                   | 5.ª               |               | 7.ª               |                 |               |  |
| Campeonato Mundial | 17.ª            | 13.ª             | 9.ª               | 12.ª             | 8.ª             | 10.ª            | 8.ª             | 6.ª               | Medalha de bronze | 5.ª               | 4.ª               |               | 4.ª               |                 |               |  |
| Campeonato Europeu | 15.ª            | 11.ª             | 11.ª              | 11.ª             | 6.ª             | 8.ª             | 6.ª             | 5.ª               | Medalha de bronze | 4.ª               | 4.ª               |               | Medalha de bronze |                 |               |  |
| GP Grand Prix Final |                 |                  |                   |                  |                 |                 |                 | 4.ª               | Medalha de bronze | Medalha de bronze | Medalha de bronze |               |                   |                 |               |  |
| GP NHK Trophy |                 |                  |                   |                  | 5.ª             | 4.ª             |                 | Medalha de prata  | Medalha de bronze | Medalha de prata  | Medalha de prata  |               |                   |                 |               |  |
| GP Skate America |                 |                  |                   |                  |                 |                 |                 |                   |                   | Medalha de prata  | Medalha de bronze |               |                   |                 |               |  |
| GP Skate Canada International |                 |                  |                   |                  | 8.ª             | 4.ª             | 4.ª             | Medalha de prata  | Medalha de ouro   |                   |                   |               |                   |                 |               |  |
| GP Sparkassen Cup on Ice |                 |                  |                   |                  | 5.ª             | 5.ª             |                 |                   |                   | Medalha de prata  |                   |               |                   |                 |               |  |
| GP Trophée Lalique |                 |                  |                   |                  |                 |                 |                 | Medalha de bronze | Medalha de bronze |                   | Medalha de bronze |               |                   |                 |               |  |
| Karl Schäfer Memorial |                 |                  |                   |                  |                 |                 |                 |                   |                   |                   |                   |               | Medalha de ouro   |                 |               |  |
| Nations Cup |                 |                  |                   | Medalha de prata |                 |                 |                 |                   |                   |                   |                   |               |                   |                 |               |  |
| Nebelhorn Trophy |                 | Medalha de prata | Medalha de bronze |                  |                 |                 |                 |                   |                   |                   |                   |               | Medalha de prata  |                 |               |  |
| NHK Trophy |                 |                  |                   | 6.ª              |                 |                 |                 |                   |                   |                   |                   |               |                   |                 |               |  |
| Piruetten |                 | 5.ª              |                   |                  |                 |                 |                 |                   |                   |                   |                   |               |                   |                 |               |  |
| Skate Canada International |                 |                  |                   | Medalha de prata |                 |                 |                 |                   |                   |                   |                   |               |                   |                 |               |  |
| Skate Israel |                 |                  |                   |                  | Medalha de ouro | Medalha de ouro |                 |                   |                   |                   |                   |               |                   |                 |               |  |
| Trophée de France |                 |                  |                   | 4.ª              |                 |                 |                 |                   |                   |                   |                   |               |                   |                 |               |  |
| Universíada |                 | Medalha de prata |                   |                  |                 |                 |                 |                   |                   |                   |                   |               |                   |                 |               |  |
| Nacional |                 |                  |                   |                  |                 |                 |                 |                   |                   |                   |                   |               |                   |                 |               |  |
| Campeonato Lituano | Medalha de ouro | Medalha de ouro  | Medalha de ouro   | Medalha de ouro  | Medalha de ouro | Medalha de ouro | Medalha de ouro | Medalha de ouro   | Medalha de ouro   | Medalha de ouro   | Medalha de ouro   |               | Medalha de ouro   | Medalha de ouro |               |  |
| |                 |                  |                   |                  |                 |                 |                 |                   |                   |                   |                   |               |                   |                 |               |  |
| Legenda: GP = Grand Prix/Champions Series; Competição não foi disputada nesta temporada; Competição não fez parte do GP/CS; Competição fez parte do GP/CS |                 |                  |                   |                  |                 |                 |                 |                   |                   |                   |                   |               |                   |                 |               |  |